# متیو کرامر
متیو کرامر استاد حقوق و فلسفه سیاسی دانشگاه کمبریج است. او در گفتگویی با خبرگزاری مهر با اشاره به اینکه فیلسوفان قاره‌ای فیلسوفانی گزافه‌گو و قلنبه‌نویس هستند، گفت: «در مقابل آنها فیلسوفان اخلاق در سنت تحلیلی با دقت مفروضات و فرضیه‌های خود را مشخص می‌کنند.» او همچنین خاطرنشان کرد: «برای نمونه میشل فوکوی فرانسوی یک شارلاتان است که خود اعتقادی به اخلاق ندارد.»